# Beck – Sista dagen
Beck – Sista dagen är en svensk thriller från 2016 som hade premiär på video on demand på filmkanalen C More First den 2 april. Det är den åttonde och avslutande filmen i den femte omgången med Peter Haber i huvudrollen som Martin Beck.

## Handling
En insats mot en fortkörare slutar med en skottlossning där en kvinnlig trafikpolis skjuts till döds. Spåren efter förövaren är till en början svaga men efter ett tag kan bilen identifieras via en övervakningskamera. När polisen slår till mot bilägaren påträffas även han ihjälskjuten och jakten på en mördare med förmodat fler offer för ögonen tar sin början.

## Rollista (urval)

### Återkommande roller
- Peter Haber – Martin Beck
- Kristofer Hivju – Steinar Hovland
- Måns Nathanaelson – Oskar Bergman
- Rebecka Hemse – Inger
- Ingvar Hirdwall – Grannen
- Anna Asp – Jenny Bodén
- Elmira Arikan – Ayda Cetin
- Åsa Karlin – Andrea Bergström
- Anu Sinisalo – Gunilla Urst
- Lo Kauppi – Ulrika
- Nina Sand – Lina

### Gästroller i detta avsnitt
- Simon J. Berger – Stefan Mattsson
- Niklas Engdahl – Mats Hedvall
- Siw Erixon – Britt Rivera, trafikpolis
- Juan Rodríguez – Hans Rivera
- Ulric von der Esch – Mikael Axberg
- Sandra Huldt – Nina Thorson
- Ardalan Esmaili – Amir Gahnbari
- Johan Paulsen – Rektorn
- Fredrik Wagner – Musikläraren
- Jessica Liedberg – Karin
- Frida Westerdahl – Paula
- Madeleine Martin – Expedit
- Richard Ulfsäter – Gymföreståndaren
- Meta Velander – Granntant
- Tommy Wättring – Vilhelm